# Maksim Berezovski
Maksim Sozóntovich Berezovski (en ruso: Максим Созонтович Березовський escucharⓘ; en ucraniano: Максим Созонтович Березовський, Maksym Sozóntovych Berezovsky; c. 1745
-22 de marzojul./ 2 de abril de 1777greg.) fue un compositor ucraniano de música profana y litúrgica, director de orquesta y cantante de ópera, que trabajó en la Capilla de la Corte de San Petersburgo en el Imperio ruso, pero que también pasó gran parte de su carrera en Italia. Hizo una importante contribución a la música de Ucrania. Junto con Artem Védel (en) y Dmitri Bortnianski, Berezovski es considerado por los musicólogos como uno de los «tres de dorados» de la música clásica de Ucrania del siglo XVIII y uno de los más grandes compositores corales de Rusia.
El lugar de nacimiento de Berezovski y el nombre de su padre sólo se conocen por relatos verbales. Tradicionalmente se cree que se educó en la Escuela de Canto de Hlújiv y es posible que haya recibido parte de su educación en la Academia Teológica de Kiev (en). En 1758, fue aceptado como cantor en la capilla de Oranienbaum, antes de trabajar en la corte imperial de Catalina II en San Petersburgo, donde recibió lecciones del compositor italiano Baldassare Galuppi. En 1769, Berezovski fue enviado a estudiar a Bolonia. Allí compuso obras seculares, incluida Demofonte (en), una ópera seria en tres actos que fue la primera ópera de estilo italiano escrita por un compositor ucraniano o ruso. Regresó a San Petersburgo en octubre de 1773. Las circunstancias de su muerte en 1777 no están documentadas.
Berezovski es mejor conocido por sus obras corales y fue uno de los creadores del estilo coral sagrado ucraniano. Elevó el género de los conciertos sacros al más alto nivel musical y artístico e influyó tanto en Bortnianski como en Védel. Se conservan pocas de sus composiciones, pero las investigaciones de las últimas décadas llevaron al redescubrimiento de obras previamente perdidas, incluidas tres sinfonías. Su ópera y su sonata para violín fueron los primeros ejemplos conocidos de estos géneros de un compositor imperial ruso.

## Biografía
Hasta el siglo XXI, la falta de pruebas documentales implicó que se supiera poco con certeza sobre la vida Maksim Sozóntovich Berezovski. Durante las décadas de 1830 y 1840, los bibliotecarios de la Capilla Académica Estatal de San Petersburgo recopilaron detalles sobre su vida y obra. Tenían acceso a las partituras y notas del propio compositor, pero se basaban en información anecdótica proveniente de otras personas que lo recordaban. Los primeros escritores que escribieron breves biografías de Berezovski fueron el historiógrafo alemán Jacob von Stehlin, el metropolita, anticuario y coleccionista de libros Yevgueni Boljovítinov (en) y el poeta y traductor ruso Nikolái Dmítrievich Gorchakov. La biografía sin fundamento de Boljovítinov, escrita cuatro décadas después de la muerte de Berezovski, fue utilizada por escritores posteriores como principal fuente de información sobre el compositor. Entre los detalles no confirmados que aún se incluyen en las biografías modernas está que fue una víctima del régimen, que lo llevó al suicidio, ya sea por deudas o por la falta de reconocimiento de su genio creativo.

### Primeros años de vida
El padre de Berezovski pudo haber pertenecido a la pequeña nobleza. Los descendientes contemporáneos de un hermano, Pável, asocian los orígenes de la familia con los cosacos. También se conserva el escudo de armas de la familia, que atestigua sus orígenes polacos.

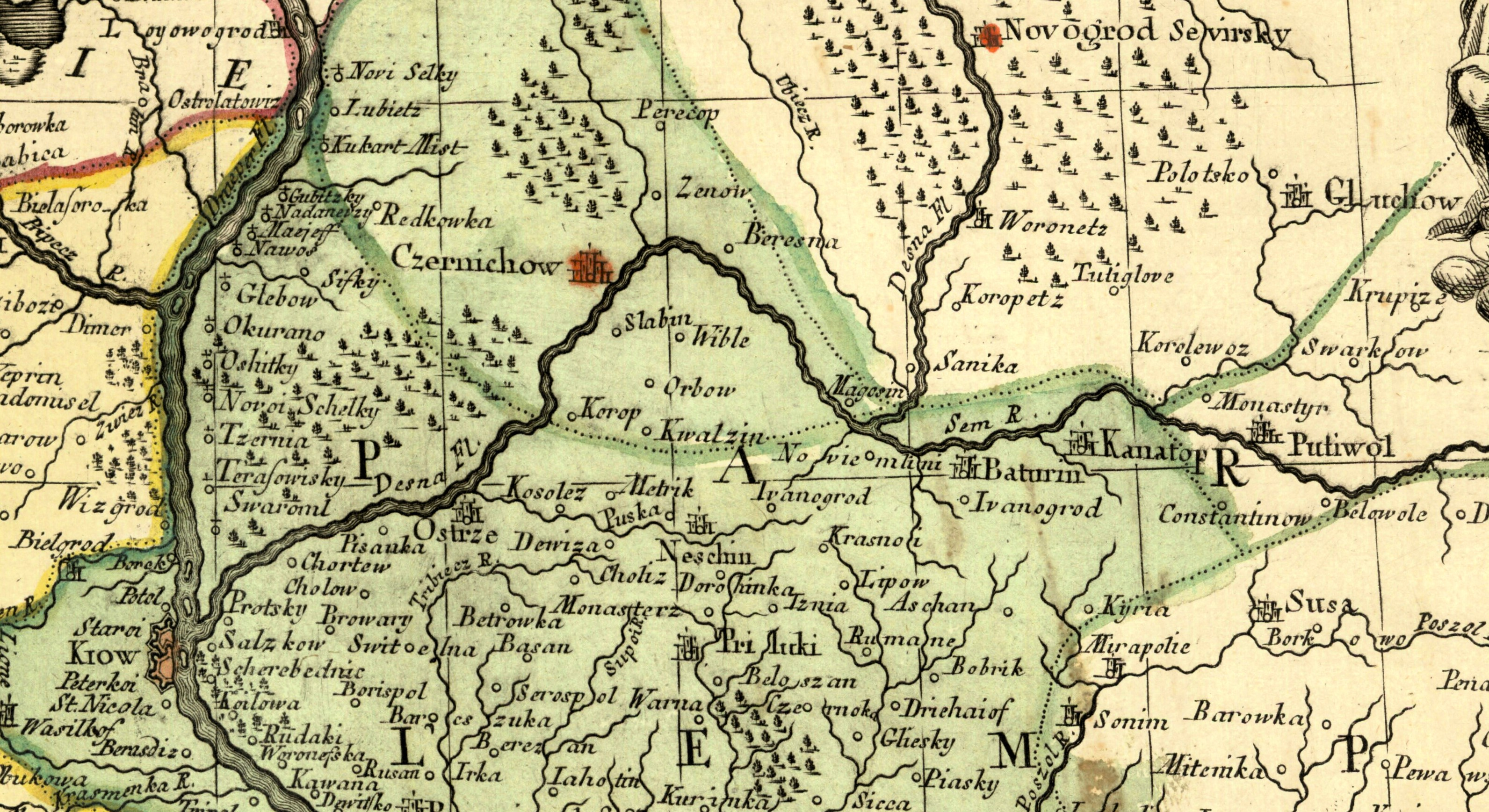
Parte de un mapa, elaborado en 1769 por Johann Gottlieb Facius. Kiev (etiquetada como «Kiow») y Hlújiv («Gluchow») se muestran en los lados izquierdo y derecho respectivamente.

El lugar de nacimiento de Berezovski, el nombre de su padre y su supuesto período como erudito en la Academia Teológica de Kiev (en) se conocen sólo a partir de relatos verbales, por lo que no se atestiguan con certeza. Aspectos de la historia de su vida que han sido aceptados provienen de una obra de teatro, en gran parte ficticia, de Piotr Smirnov, escrita en 1841, así como de una novela escrita en 1844 por el escritor ruso Néstor Kúkolnik.
Antiguamente se creía que Berezovski nació el 16 de abriljul./ 27 de abril de 1745greg., según el recuerdo de un maestro de la Capilla Real de San Petersburgo. Otras fuentes del siglo XIX citan años diferentes: 1743, 1742 e incluso 1725. Desde que un diccionario enciclopédico, publicado en 1836, afirmó que Berezovski nació alrededor de 1745, este año se ha convertido en el año aceptado de su nacimiento. El mes y el día de su nacimiento aparecieron en obras de Mijaíl Lébedev y Mijaíl Soloviov, respectivamente. No está claro dónde se originó esta información.
Se desconoce con certeza el lugar de nacimiento de Berezovski, pero según muchas de las fuentes fue en Hlújiv, en ese momento la residencia principal del Hetman de la Sich de Zaporiyia. Durante el siglo XVIII, Hlújiv fue la capital del Hetmanato cosaco y el centro administrativo de la Gobernación de Rusia Menor.

### Educación en Hlújiv y Kiev
Durante el siglo XVIII, cuando surgieron los coros en las iglesias, monasterios y escuelas de Ucrania, los compositores y cantantes elevaron la música coral a un alto nivel artístico y profesional. En contraste con la práctica italiana de emplear castrati, la Capilla Imperial utilizaba voces blancas exclusivamente masculinas. Ucrania se hizo conocida como un lugar para reclutar niños con excelentes voces para cantar y, a partir de la década de 1730, los nobles rusos llevaron a jóvenes talentosos desde Ucrania para actuar en la Capilla Imperial. Desde 1738, la Escuela de Canto de Hlújiv fue utilizada por la Capilla Imperial para proporcionar a los niños su formación inicial, antes de que los seleccionados fueran entrenados como cantantes en la corte de San Petersburgo. Cuando sus voces cambiaban, aquellos con las mejores voces eran entrenados como cantantes adultos y liberados si eran siervos. Aquellos que no eran seleccionados generalmente encontraban trabajo como empleados del gobierno o cantores en monasterios.
Tradicionalmente se considera que Berezovski fue infante del coro de la escuela de Hlújiv. Su nombre no aparece en los documentos que han sobrevivido de esta institución, pero como era la única en el Imperio Ruso que formaba cantores para el Coro de la Corte Imperial, es probable que se educara allí, al igual que otros compositores como Artem Védel, Grigoriy Skovorodá y Gavrilo Rachinski. Es posible que hubiese compuesto motetes a tres y cuatro voces cuando aún era niño.
Algunas fuentes del siglo XIX consideraban que Berezovski recibió parte de su educación en la Academia Teológica de Kiev, pero cuando los documentos de la academia se hicieron públicos a principios del siglo XX, el nombre de Berezovski no apareció en ninguna de las listas de estudiantes. No hay confirmación documental de que Berezovski hubiese asistido a la academia.

### Oranienbaum y San Petersburgo

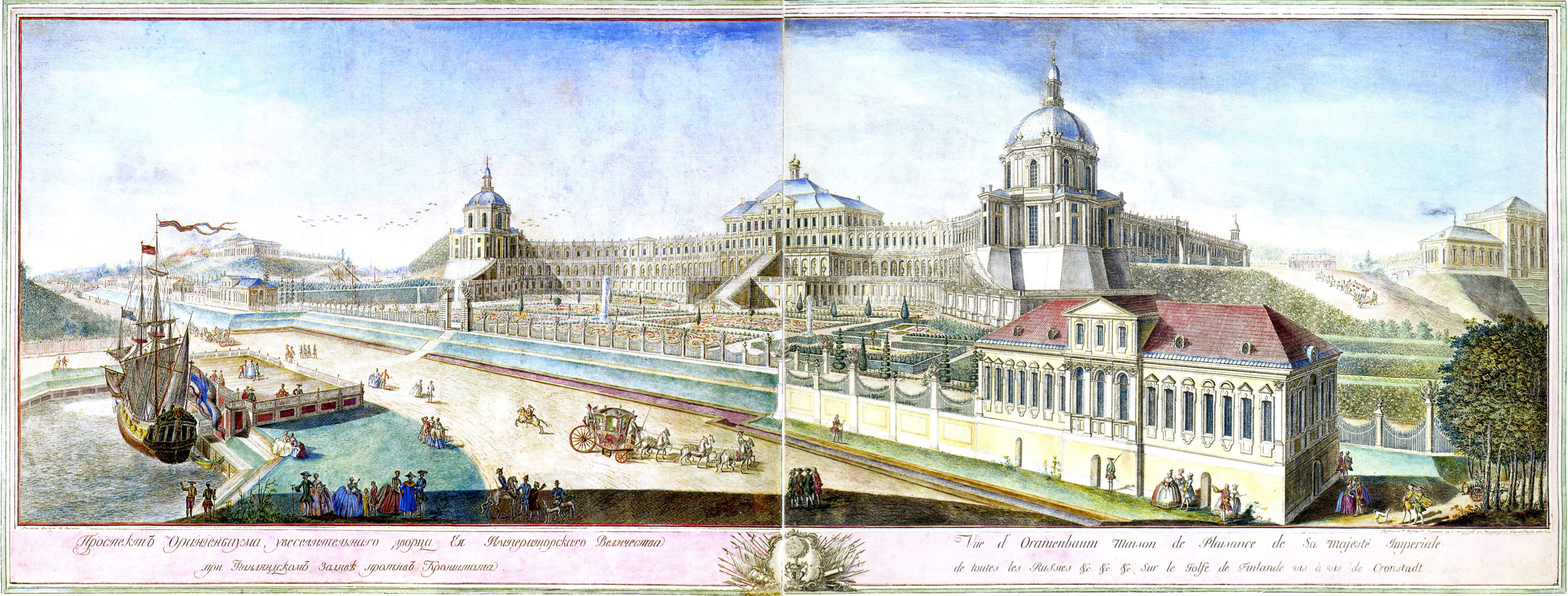
Perspectiva del Gran Palacio de Oranienbaum, basada en un dibujo de Mijáil Majaev (década de 1750), Museo del Hermitage

El 29 de junio de 1758, Berezovski fue aceptado como cantante en la capilla del futuro zar Pablo I de Rusia, en Oranienbaum, cerca de San Petersburgo. Allí cantó en óperas italianas y su nombre aparece en los libretos impresos de las óperas Alessandro nell'IndieAlessandro nell'Indie (1759) de Francesco Araja (donde tomó el papel de Poro) y La Semiramide riconosciutaLa Semiramide riconosciuta (1760) de Vincenzo Manfredini (donde interpretó a Ircano). Se conservan unos recibos del pago del sueldo de 1756, firmados por «Beresevsky», que confirman que era cantante de ópera remunerado en el Oranienbaum.
El futuro gobernador de la Pequeña Rusia, Piotr Rumiántsev, llevó a Berezovski, de 13 años, a la corte real. Trabajó en la corte durante 19 años, como cantante de ópera (hasta 1765), músico de orquesta (desde 1766) y compositor (desde 1774). En 1762, se convirtió en cantor de la Capilla italiana de la Corte San Petersburgo. Aprendió Composición y clavicordio con el director de orquesta italiano Francesco Tsoppis, y de nuevo Composición con el compositor italiano Baldassare Galuppi. Berezovski sorprendió a Tsoppis cuando creó una serie de conciertos corales bien escritos. Con Dmitri Bortnianski participó en una representación del Alceste de Hermann Raupach en San Petersburgo.
Durante la década de 1760, Berezovski fue músico de la corte y compuso algunos conciertos para coros eclesiásticos. Influenciada por los conciertos sagrados creados por los italianos en la corte, la nueva música de Berezovski en estilo «italiano» fue bien recibida. Ya no cantó más como cantor primero tras la subida al trono imperial de Catalina II en 1762, tal vez debido a su edad o porque los músicos rusos perdieron el favor de la corte durante su gobierno.

#### Matrimonio
En 1763, a la edad de 18 años, Berezovski se casó con una mujer que conocía desde sus días en Oranienbaum, una bailarina de la corte llamada Franzina Uberscher, que era hija de uno de los trompetistas de la orquesta de la corte. Berezovski pertenecía a la Iglesia ortodoxa rusa y Franzina era católica romana, por lo que hubo que pedir permiso para casarse. Después de haber trabajado durante 11 años como bailarina en el teatro de la corte, en 1774 fue despedida por su edad.
Según el director y musicólogo ucraniano Mstyslav Yúrchenko (uk), Berezovski tenía otra esposa llamada Nadia Matvivna, pero la musicóloga ucraniana Olga Shumílina afirma que Franzina cambió su nombre cuando se casó con un miembro de la Iglesia Ortodoxa.
No se sabe con certeza por qué, poco después de la muerte de Berezovski, un empleado de la corte recibió del tesoro imperial un pago que normalmente se le habría entregado a su esposa, que todavía estaba viva. Un año después de la muerte de su marido, Nadia Matvivna, sin medios de subsistencia, murió en la pobreza. El certificado de defunción, fechado el 1 de enero de 1778, la nombraba esposa de Berezovsky, músico de orquesta de cámara.

### Primer viaje a Italia

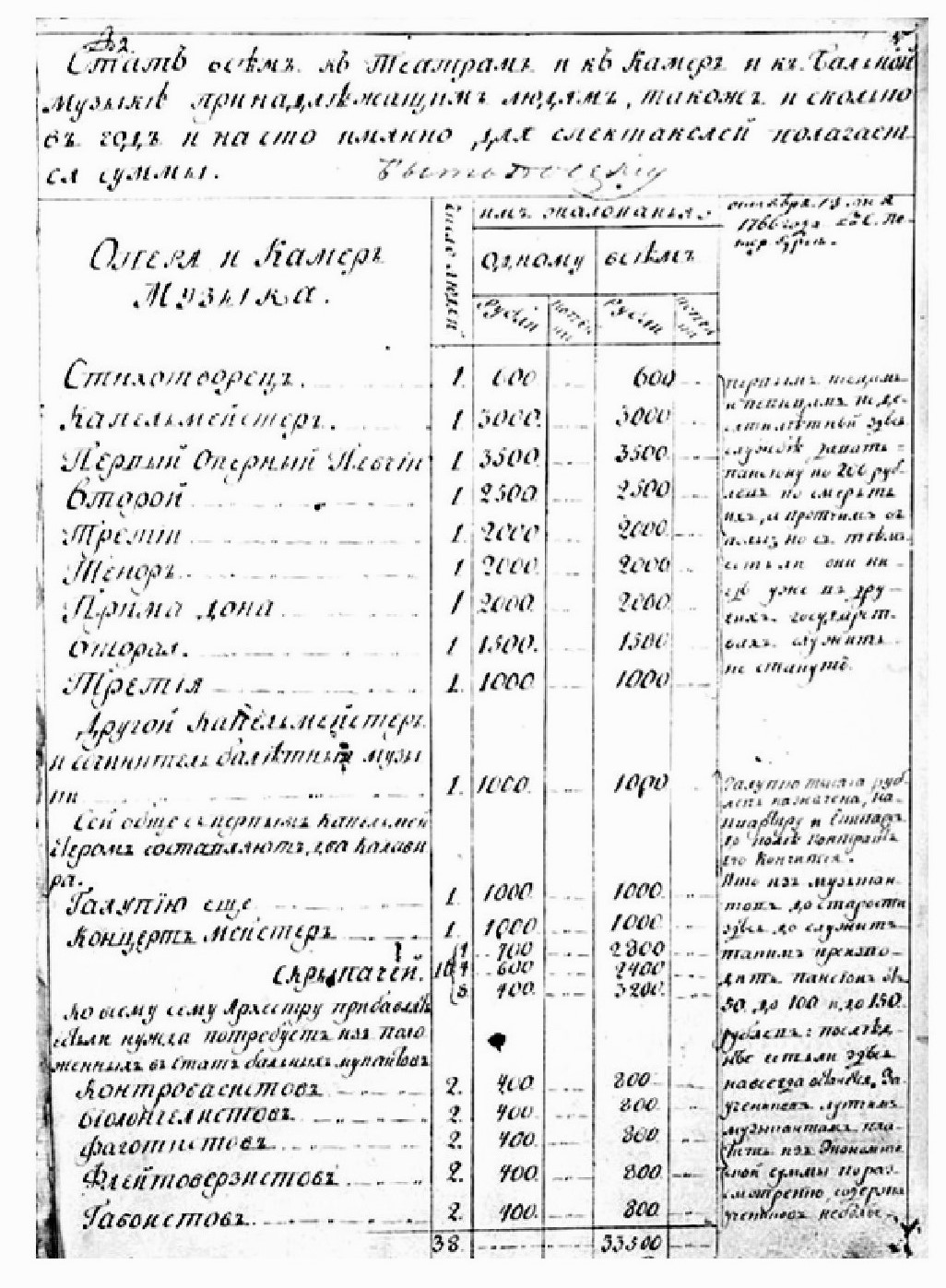
El historial de la posición de Berezovki como compositor de la corte en San Petersburgo

No está claro exactamente cuándo ni con qué frecuencia Berezovski fue a Italia, pero hay evidencia de que viajó allí en más de una ocasión. Existe un documento imperial relativo a dos pasaportes emitidos el 26 de agosto de 1764 a «pequeños rusos» enviados a Italia a expensas privadas de Kiril Razumovski, el último hetman de la hueste de Zaporiyia. Se cree que uno de los pasaportes era para Berezovsky. Razumovski lo había llevado de Hlújiv a San Petersburgo a finales de 1757. Actuó como su mentor y le ayudó económicamente. El documento del pasaporte decía: «En la Pequeña Rusia, en Kiev, al noble de la Pequeña Rusia Maksim Berezovski y al comerciante Iván Konstantínov, enviados por Su Eminencia Hetman el Conde Razumovski a Italia». El indicio de que Berezovski era un noble revela que probablemente tenía ciertos privilegios y un buen salario.
Después de su regreso de Italia, Berezovski fue contratado como subdirector de la Capilla Imperial, con un salario anual de 500 rublos. Sus deberes incluían escribir música operática de ballet. Este cargo se muestra en una lista de empleados del teatro que se hizo en 1766. Sus conciertos corales litúrgicos se estrenaron en agosto de 1766 en la Cámara de Ámbar del Palacio Tsárskoye Seló en presencia de Catalina II. Compuso cinco conciertos más durante los dos años siguientes, que fueron elogiados tanto por músicos italianos (incluido Galuppi) como por cortesanos.

### Regreso a Italia
En 1769, Berezovski, que entonces tenía veintitantos años, hizo un viaje de regreso a Italia. Viajó primero a Viena, como mensajero del embajador Dmitri Golitsin, según consta en un documento de paso fronterizo fechado el 26 de mayo. De allí pasó a Bolonia. Allí estudió con el compositor Stanislao Mattei, asistente del historiador de la música y compositor Giovanni Battista Martini en la Accademia Filarmónica de Bolonia. Permaneció en Italia hasta 1773.
Berezovski no tenía la necesaria carta de presentación para Martini. La carta fue enviada a Martini en febrero de 1770 por el director de los teatros imperiales rusos, Iván Yelaguin, cuando Berezovski ya se encontraba en Bolonia y había comenzado las clases. Shumílina ha propuesto que la aparición de Berezovski en Italia (en un momento en que el Imperio ruso y el Imperio otomano estaban en guerra) no fue inicialmente para que Martini pudiera formarlo, sino que las autoridades rusas utilizaron la matrícula de Berezovski como tapadera, de modo que pudiese actuar como un agente del gobierno.
En mayo de 1771, Berezovski solicitó formalmente que se le permitiera realizar el examen de graduación:

15 Maggio 1771. Illustrimo Signor Principe e Accademici filarmonici [...] Massimo Beresovskoy detto Russo desiderando di essere aggregato in gualetà di Compositore e Maestro di Capella dell’Accademia Celeberrima de filarmonici, suplica in Signor Principe, et Accademia de filarmonici di ameterlo all esperimento, ad aggregazione dell’Accademia. Che della grazia qua deus.
15 de mayo de 1771: Venerable Señor Presidente y Profesores de la Academia [...] Maksim Berezovski, apodado El Ruso, deseando ser admitido en las filas de compositores y maestros de capilla de la más famosa Academia Filarmónica, solicita al Señor Presidente y a los miembros de la Academia Filarmónica que lo admita al examen de admisión a la Academia. A la gloria del Señor.
Maxim Berezovski

Junto con su compañero graduado de Bohemia, Josef Mysliveček, Berezowski tuvo que componer una obra polifónica sobre un tema determinado. Este fue un examen similar al que se le había dado a Wolfgang Amadeus Mozart, de 14 años, un año antes. Los académicos se reunieron para evaluar a los solicitantes y opinaron sobre los exámenes de los candidatos mediante votación secreta, utilizando bolas blancas y negras, para decidir si se había alcanzado el estándar requerido. Inusualmente, tanto Mysliveček como Berezovski recibieron sólo bolas blancas, por lo que ambos se convirtieron en académicos. Esto les reportó beneficios económicos y sociales. La composición para el examen de Berezowski, Hic vir despiciens, firmada «Massimo Berezovsky», se conserva en la academia. Las composiciones de Berezovski en Italia incluyen Demofonte, una ópera seria en tres actos, con libreto en italiano de Pietro Metastasio. Se representó en Livorno y se estrenó en febrero de 1773. La música que compuso en Italia tuvo que ser publicada en Francia, ya que durante su vida, ni Rusia, ni Italia publicaban regularmente música impresa.

### Regreso a San Petersburgo
Habiendo agotado sus fondos, Berezovski regresó a San Petersburgo en octubre de 1773, y fue puesto a cargo del coro en el que se había formado. Su asignación por sus años en Italia no se pagó hasta 1774, tras su regreso a Rusia.
Como sus funciones implicaban escribir e interpretar música, en algunos documentos se hace referencia a Berezovsky como compositor. Sin embargo, no se han conservado composiciones ni registros de su empleo en la corte de este período. Es probable que no tuviera un puesto permanente y que, tras su regreso de Italia, su carrera como compositor se detuviera efectivamente. Nunca más fue ascendido.

### Fallecimiento

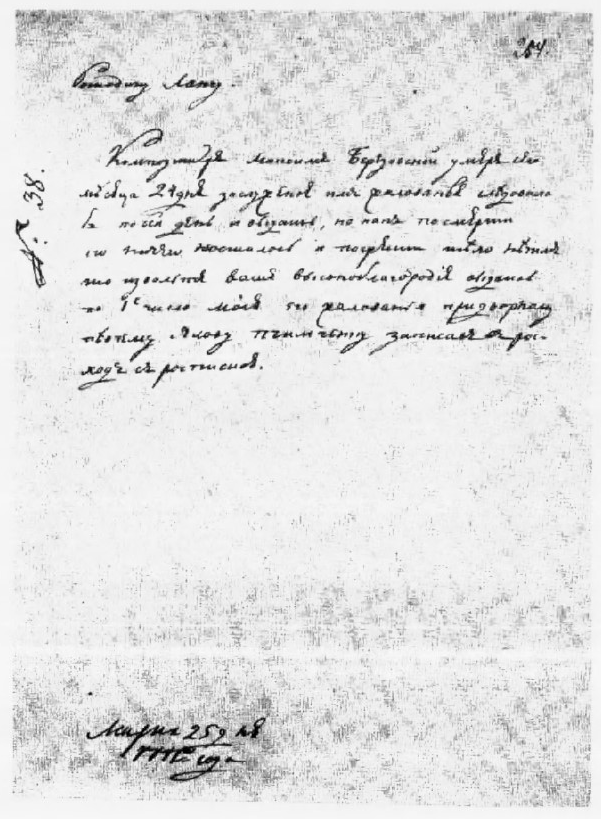
Documento relativo al entierro de Berezovski

Berezovski recibió su último salario en febrero de 1777. El estadista ruso Grigori Potiomkin lo invitó a trabajar como director de una academia de música en Kremenchuk (ahora en la Ucrania moderna), pero el 24 de marzo de 1777, Berezovski fallecía en San Petersburgo.
Con el tiempo, los detalles de la muerte de Berezovski se embellecieron, añadiendo, por ejemplo, que se volvió alcohólico y que se suicidó. No se conocen registros que indiquen que murió por este medio. Se le menciona después de su muerte, cuando se discute la cuestión de su patrimonio: «El compositor Maksim Berezovski murió el día 24 de este mes; el salario que le debían debe ser pagado, pero como no queda nada después de su muerte, y no hay nada por lo que pueda pecar el cuerpo, entonces, por favor, su alteza, le dé su salario al cantante de la corte Yákov Tímchenko [...]» Después de su fallecimiento, Catalina II ordenó en secreto que los papeles que se encontrasen en las habitaciones de Berezovski fuesen quemados.
Boljovítinov, en su biografía de Berezovski de 1804, utilizó testimonios de personas que lo conocieron y escribió que la «hipocondría» hizo que Berezovski «se matara a puñaladas». Su suicidio, tomado como un hecho a principios del siglo XIX, pudo haber ocurrido debido a problemas de deudas o a la muerte de su esposa, a diferencia de teorías anteriores, que consideraban un supuesto mal trato que recibió por parte de la corte imperial. La musicóloga rusa e israelí Marina Ritzarev afirmó que Berezovski falleció de fiebre.

## Obra
La mayoría de las composiciones de Berezovski se han perdido. De los 18 conciertos corales que escribió, se conservan tres, de los cuales sólo se conoce una partitura autógrafa, la antífona que escribió durante su examen para la elección a la Academia de Música. De las 40 obras corales registradas durante el siglo XIX, aproximadamente la mitad se han perdido.
En 1901, la enciclopedia musical Riemann Musiklexikon indicaba que «no sólo a la ópera Demofonte, sino que también otras obras profanas» del compositor que habían sido escritas en Italia. Desde entonces, algunos estudiosos modernos han cuestionado la descripción de Berezovski como un compositor de música sacra que ocasionalmente produjo obras seculares. Su ópera Demofonte y su sonata para violín son los primeros ejemplos de estos géneros de un compositor ucraniano o ruso.

### Música sacra
El talento de Berezovski se revela mejor en sus obras corales, por las que se hizo famoso. El estilo de sus conciertos corales influyó en compositores posteriores como Bortnianski y Védel. Sus obras corales más destacadas son el concierto Ne otverzhi mene vo vremya starosti [No me abandones en mi vejez], considerada por los musicólogos como su última composición, música litúrgica para el Padrenuestro y el Credo, y cuatro himnos de comunión: Chashu spaséniya [Cáliz de la Salvación], V pámiat víchnuiu [En la memoria eterna], Tvoriai ánhely svoia [Que los ángeles crean] y Vo vsiu zémliu [Sobre toda la tierra]. Están relacionados con las canciones populares ucranianas y con la tradición del canto de Kiev. No me abandones en mi vejez se publicó por primera vez en 1817. Lo cantan regularmente coros rusos y ucranianos. Algunos de los himnos de comunión de Berezovski se han perdido y es posible que, de los que se conservan, algunos no hayan sido compuestos por él.
Berezovski fue uno de los creadores del estilo coral ucraniano de música sacra y el primer compositor en dividir la liturgia ortodoxa en siete partes, otorgando a cada una de ellas un papel distinto. Sus escenarios destacan por sus expresivas melodías, que contienen toques de canciones populares ucranianas. Originó el uso de la tradición popular de la recitación coral homofónica en el género.
Elevó el género de los conciertos sacros al más alto nivel musical y artístico. Según Yurchenko, la calidad de algunas de las obras litúrgicas de Berezovski «no tiene paralelo, no sólo en la música ucraniana, sino también en la europea». Antes de 2018, se atribuían a Berezovski tres conciertos corales, escritos durante su segundo período en San Petersburgo. Berezovski creó el concierto coral clásico de cuatro movimientos. También fue el primero en elevar el tema del sufrimiento del Creador al nivel del concepto filosófico de la batalla entre el bien y el mal. La fuerza de expresión de este concepto, en opinión de Yurchenko, «eleva las composiciones de Berezovski al rango de obras maestras internacionales del mundo musical cultural, como las de las obras posteriores de Mozart y las sinfonías de Beethoven».
En 2001, algunas de las obras corales de Berezovski fueron encontradas en Kiev, donde tras el final de la Segunda Guerra Mundial habían sido puestas al cuidado del Conservatorio de Kiev, antes de ser trasladadas al Archivo Estatal Central de Ucrania. En 2018, se publicaron casi todas por primera vez, un volumen de conciertos corales recién descubiertos, nueve para cuatro voces y tres para doble coro.
| n.°  | título                                                                                 | descripción                         | clave                 | manuscritos / partituras                         |
| ---- | -------------------------------------------------------------------------------------- | ----------------------------------- | --------------------- | ------------------------------------------------ |
| 1    | Ya ha elegido a los benditos (Блажені, яже ізбрал, Blazhenni ya zhe izbral)            | Versos de la eucaristía: X          | Si menor              | no se conserva el manuscrito; partitura          |
| 3    | En recuerdo eterno estarán los bendecidos; (В пам’ять вічную)                          | Versos de la eucaristía: II         | Si menor              | manuscrito; partitura                            |
| 4    | Credo; (Верую)                                                                         | Liturgia 5.                         | –                     | copias anónimas del manuscrito                   |
| 15   | Merece la pena tenerlo; (Достойно єсть)                                                | Liturgia 4.                         | Sol mayor             | varios manuscritos; partitura                    |
| 16   | Litanía de suplicación; (Єктенія просительна)                                          | Liturgia 4.                         | Re menor              | manuscrito anónimo                               |
| 18   | Como querubines; (Іже Херувими)                                                        | Liturgia 3.                         | Re mayor              | varios manuscritos; partitura                    |
| 19   | Como querubines; (Іже Херувими)                                                        | Liturgia 3.                         | Do mayor              | manuscrito anónimo, inédito                      |
| 20.1 | Gloria a tí, hijo ungénito; (Слава отцю і сину); (Slava inynye, Yedinorodnïy Sïne)     | partes 1–7 de una liturgia completa |                       | partitura                                        |
| 20.2 | Venid, postrémonos; (Приідіте, поклонімся); (Priidite, poklonimsya)                    | partes 1–7 de una liturgia completa | partitura             |                                                  |
| 20.3 | Himno querúbico; (Іже херувими); (Izhe kheruvimï)                                      | partes 1–7 de una liturgia completa | partitura             |                                                  |
| 20.4 | La gracia de la paz; (Милість миру); (Vyeruyu)                                         | partes 1–7 de una liturgia completa | partitura             |                                                  |
| 20.5 | Cedo ‹creo›; (Верую); ( Milost′ mira)                                                  | partes 1–7 de una liturgia completa | partitura             |                                                  |
| 20.6 | Gracia del mundo; (Милость мира); (Dostoyno yest′)                                     | partes 1–7 de una liturgia completa | partitura             |                                                  |
| 20.7 | Nuestro Padre; (Отче наш); (Otche nash)                                                | partes 1–7 de una liturgia completa | partitura; manuscrito |                                                  |
| 22   | Merced del mundo; (Милость мира)                                                       | Liturgia 4.                         | Mi menor              | varios manuscritos                               |
| 28   | Nuestro Padre; (Отче наш)                                                              | Liturgia 7.                         | La menor              | partitura                                        |
| 29   | Nuestro Padre; (Отче наш)                                                              | Liturgia 7.                         | Re mayor              | manuscrito de la parte para viola                |
| 31   | Venid, adoremos; (Прийдіте, поклонімся)                                                | Liturgia 2.                         | Fa mayor              | partitura                                        |
| 34   | Gloria al Padre y al Hijo; (Слава Отцю і Сину)                                         | Liturgia 1.                         | Do mayor              | varios manuscritos                               |
| 35   | Gloria al Padre y al Hijo; (Слава Отцу и Сыну)                                         | Liturgia 1                          | Fa mayor              | manuscritos anónimos, inédito                    |
| 37   | Haz de los ángeles tu espíritu; (Творяй ангели Своя духи); (Tvoryay ánhely svoyá duhi) | Himno de comunión                   | Fa mayor              | no se conserva el manuscrito original; partitura |
| 46   | Nuestro Padre; (Отче наш); Unser Vater)                                                | Liturgia 7.                         | Sol menor             | no se conserva el manuscrito original            |

| n.° | título | clave          | manuscritos / partituras                                 |
| --- | --- | -------------- | -------------------------------------------------------- |
| 2   | Dios está en la asamblea de los dioses (Бог ста в сонмі богів, Boh sta v sonmi bóhiv)                                       | Do mayor       | partitura                                                |
| 6   | Seguid, mi gente, mi ley; (Внемлите, людие мои, закону моему)                                                               | Re mayor       | manuscrito anónimo (atribución a Berezovski)             |
| 8   | Todas las lenguas aplaudid con las manos; (Всі язиці восплещите руками)                                                     | Mi bemol mayor | manuscrito anónimo                                       |
| 9   | Todas las lenguas aplaudid con las manos; (Всі язиці восплещите руками)                                                     | Do mayor       | manuscrito anónimo                                       |
| 10  | Por qué me rechazaste; (Вскую мя отринул)                                                                                   | –              | desaparecido                                             |
| 11  | Señor, por Tu poder el rey se alegrará; (Господи, силою Твоєю возвеселиться цар)                                            | Do mayor       | manuscrito anónimo, inédito (atribución a Berezovski)    |
| 12  | El Señor reina; (Господь воцарися, Gospod' votsarisia)                                                                      | Si bemol mayor | partitura; (atribución a Berezovski)                     |
| 13  | Que Dios resucite; (Да воскреснет Бог)                                                                                      | Fa mayor       | manuscrito                                               |
| 14  | Durante cuanto tiempo, oh Señor, olvidarás mi nombre; (Доколе, Господи, забудешь имя; Dokole, Hospodi, zabudesh′ imya moye) | Sol menor      | (atribución incierta a Berezovski)                       |
| 21  | Te cantaré misericordia y juicio, Señor; (Милость і суд воспою Тебі, Господи)                                               | Si bemol mayor | manuscrito anónimo, inédito (atribución a Berezovski)    |
| 23  | No tenemos otra ayuda; (Не імами іния помощи)                                                                               | La menor       | (atribución a Berezovski)                                |
| 24  | No me olvides en mi vejez; (Не отвержи мене во время старости); (Ne otverzhi mene vo vremya stárosti)                       | Re menor       | partitura                                                |
| 25  | No me olvides en mi vejez; (Не отвержи мене во время старости); (Ne otverzhi mene vo vremya stárosti                        | –              | desaparecido                                             |
| 27  | Abriré mi corazón; (Отрыгну сердце)                                                                                         | –              | desaparecido                                             |
| 30  | Ven y mira la obra de Dios; (Приідіте і видіте діла Божиї)                                                                  | Do mayor       | manuscrito (incompleto; atribución a Berezovski)         |
| 33  | Gloria a Dios en lo alto; (Слава во вишніх Богу)                                                                            | Re mayor       | manuscrito anónimo; (atribución a Berezovski); partitura |
| 36  | Juzga, oh Señor, a los transgresores; (Суди, Господи, обидящия)                                                             | –              | desaparecido (posible atribución a Berezovski)           |
| 38  | Te alabamos Señor I; (Тебе Бога хвалим)                                                                                     | Do mayor       | partitura; (atribución a Berezovski)                     |
| 39  | Te alabamos Señor II; (Тебе Бога хвалим)                                                                                    | Sol mayor      | manuscrito anónimo, (atribución a Berezovski)            |
| 40  | Te alabamos Señor III; (Тебе Бога хвалим)                                                                                   | Do mayor       | manuscrito anónimo, (atribución a Berezovski)            |
| 41? | Escuchad, todas las lenguas; (Услышите сия, вси языцы)                                                                      | –              | desaparecido, (posible atribución a Berezovski)          |

### Música secular

#### Demofonte

Un fragmento del manuscrito de Berezovki de la partitura de su ópera Demofonte (1773)

La ópera Demofonte de Berezovsky fue encargada y pagada por el estadista ruso, el conde Alekséi Orlov, que estaba destinado con su escuadrón en Livorno. La ópera se representó durante el carnaval anual de la ciudad en febrero de 1773 y fue bien recibida.
Han sobrevivido cuatro arias, descubiertas en una biblioteca musical de Florencia: Mentre il cor con meste voci, Misero pargoletto, Per lei fra l'armi y Prudente mi chiedi.  Las dos arias de Demofón (tenor) y Timanthes (castrato) estaban escritas por un copista. Las arias de Timanthes, Misero pargoletto y Prudente mi chiedi?, contienen secciones de da capo al estilo de Niccolò Jommelli. Su calidad atestigua la experiencia del compositor en el género de la opera seria.
La ópera se representó tanto en Livorno como en Florencia, según dos relatos de producciones encontrados en Notizie del mondo publicado en Livorno el 27 de febrero de 1773. Demuestran que Demofonte se representó en el marco del carnaval de la ciudad de Livorno, así como en un teatro florentino. También se encontró una entrada que enumera la ópera en el Índice de representaciones teatrales de 1773 de Milán.
Los manuscritos autógrafos de Demofonte se conservan en la biblioteca del Conservatorio Luigi Cherubini. A Serguéi Diáguilev, el fundador de los Ballets Rusos, se le impidió revivir la ópera, ya que se había perdido gran parte.

#### Sonata para violín
La sinfonía en do mayor de Berezovski y la sonata para violín y clavecín en do mayor; ambas tienen una estructura cíclica y están escritos en forma de sonata temprana, un estilo musical que se ubica entre los estilos de música barroca y clásica.
La sonata (1772), compuesta cuando estaba en Pisa, contiene elementos tanto italianos como ucranianos. La influencia de las canciones populares ucranianas se encuentra en el segundo movimiento y la obra incorpora la melodía a una canción popular tradicional, El cosaco cabalgó más allá del Danubio. La complejidad de la parte del violín demuestra que Berezovski podía tocar el instrumento a un nivel profesional.
La pieza consta de tres movimientos: 
I. Allegro
II. Grave
III. Minueto con 6 variazoni
La partitura manuscrita, junto con muchos otros documentos y objetos de importancia cultural, fue llevada por el ejército de Napoleón Bonaparte a París. En 1974, la obra fue mencionada en un relato de la vida de Berezovski realizado por el musicólogo Vasil Vitvitski. El manuscrito de la sonata se obtuvo de la Biblioteca Nacional de Francia (código D 11688) y fue publicado en Kiev por el compositor ucraniano Mijailo Stepanenko. Su primera actuación, con Stepanenko acompañando al violinista Alexander Panov, tuvo lugar el 26 de mayo de 1981 en el Conservatorio de Kiev (ahora Academia Nacional de Música de Ucrania Chaikovski).
A principios de la década de 2000, un manuscrito titulado Sonata Per il Clavircembalo Del. Sig. fue encontrado en la biblioteca del Museo Czartoryski por la académica ucraniana Valeria Shulgina. La atribución a Berezovski fue confirmada por Shulguiná y expertos de la Biblioteca Nacional de Polonia, quienes analizaron la escritura y demostraron que las sonatas fueron escritas por la misma persona. Una comparación de las sonatas con la autógrafa superviviente de Berezovski de la antífona que escribió como pieza de examen en 1771 muestra que el manuscrito fue escrito por un copista. En 2014, las obras fueron reatribuidas como de origen checo, cuando los compositores fueron identificados como Kauchlitz Colizzi, Johann Baptist Wanhal y probablemente el clarinetista Joseph Beer.

#### Sinfonía en do mayor

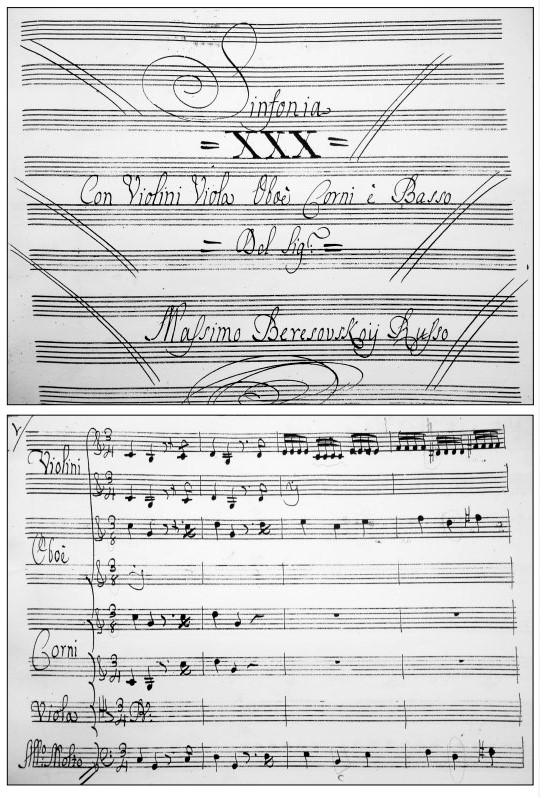
Las dos primeras páginas de la sinfonía en do mayor de Berezovski

El artículo «Sinfonía: siglo XVIII», edición de 1980 del Diccionario de Música y Músicos de New Grove, señalaba que «[…] muchas oberturas italianas han llegado a bibliotecas rusas; y la sinfonía/obertura rusa de Berezovski se ha conservado en la colección Doria Pamphilj en Roma».
En 1996, un artículo en Muzyka fue el primero en informar de la existencia de una sinfonía de Berezovski. La obra, en do mayor, y denominada en la primera página como Symphonia XXX, fue descubierta por el director de orquesta estadounidense Steven Fox en 2002. Fox encontró un manuscrito de la partitura en la colección de música de una familia aristocrática italiana y obtuvo permiso para interpretar la obra. El manuscrito de la obra se conserva en el Archivio Doria Pamphilj, en Roma. Está encuadernado a mano en el penúltimo volumen, XXX, junto con cinco sinfonías de otros compositores. La sinfonía de Berezovski se escribió en partes, como se publicaron la mayoría de las sinfonías del siglo XVIII, sino más bien en forma de partitura completa.
Shumilina ha sugerido la posibilidad de que la sinfonía fuera una obertura de la ópera de Berezovski y no una obra orquestal separada. Fue interpretada por primera vez por la orquesta de música antigua Pratum Integrum en 2003, en la Royal Academy of Music de Londres. Se tocó por primera vez en Ucrania en 2016.

#### Sinfonías de «Beresciollo»
Desde entonces se han encontrado en París otras dos sinfonías de Berezovski, en do mayor y sol mayor (nombradas en las partituras como XIII y XI respectivamente). Las obras fueron compuestas por un hombre desconocido llamado «Beresciollo». Publicado en 1760 en París, ahora se sabe que se han encontrado copias en varias bibliotecas europeas. Ciertos temas de la Sinfonía en sol mayor de Beresciollo tienen afinidad con la música folclórica ucraniana. Fueron interpretadas por primera vez en 2020 por el Conjunto de Cámara Nacional de Ucrania, dirigido por Karabits.
Se anunció que las obras habían sido compuestas por Berezkovski en Kiev en 1995, durante las celebraciones del 250 cumpleaños del compositor. Berezkovski era un extranjero en Italia, por lo que recibía el tratamiento de Signor. Es posible que su apellido se haya escrito de manera diferente debido a errores en la transcripción manuscrita de su nombre del ruso, que no habría sido fácil de leer para los europeos occidentales.

## Legado
No ha sobrevivido ningún retrato de Berezovski, pero se cree que después de varios años en Italia, habría adoptado el aspecto de un europeo occidental, hablando italiano con fluidez, con el rostro afeitado, peluca empolvada y camisola. 
En Hlújiv hay un monumento a Berezovski, y su nombre está grabado en oro en una losa en la pared de la Accademia Filarmonica di Bolonia, junto con el nombre de Mozart. La película Nostalghia de Andréi Tarkovski de 1983 es «un comentario sobre el exilio contado a través de la vida de Berezovsky». En 2020, se celebró el 275.º aniversario del nacimiento de Berezovski.
Kirill Karabits, que dirigió el estreno ucraniano de la Sinfonía número 1 de Berezovski, ha dicho que tanto Rusia como Ucrania tienen el mismo derecho al legado del compositor, diciendo que «los rusos tienen derecho a llamar ‹ruso› a Berezovski y [los ucranianos] tienen derecho llamarlo ‹ucraniano›».

### Partituras recuperadas
Después de su muerte, la música de Berezovski quedó en gran parte olvidada, hasta mediados del siglo XIX, cuando se volvió a interpretar. El interés que esto generó llevó a realizar más investigaciones sobre el compositor. El análisis de su música cesó durante la Revolución rusa, cuando se perdió mayor parte de su música. Desde la década de 1950, se han descubierto e interpretado nuevamente, grabándose por primera vez obras de Berezovski que previamente se creían perdidas. Desde entonces su música ha sido promovida activamente.
En 1998, el musicólogo Christoph Wolff encontró seis volúmenes de manuscritos que contenían 28 obras corales anónimas compuestas por Berezovski o Galuppi. Se incluyen casi todos los conciertos de Berezovski publicados y conocidos en ese momento, su liturgia, un himno de comunión y obras que anteriormente se consideraban perdidas. Los documentos, originarios de la biblioteca de la Sing-Akademie zu Berlin,  habían sido llevados a Kiev por el Ejército Rojo después de la Segunda Guerra Mundial, y los hallazgos más valiosos (alrededor de una quinta parte) fueron a Moscú. Los manuscritos, que los soviéticos habían almacenado y catalogado en el Conservatorio de Kiev, fueron devueltos a Alemania por el gobierno ucraniano. A cambio, Alemania entregó a Ucrania manuscritos de compositores ucranianos. Entre ellas se encontraban obras de Berezovski.